# Leporinus pearsoni
Leporinus pearsoni és una espècie de peix de la família dels anostòmids i de l'ordre dels caraciformes present al riu Chimore, zona de clima tropical d'Amèrica del Sud.